# St Lythans

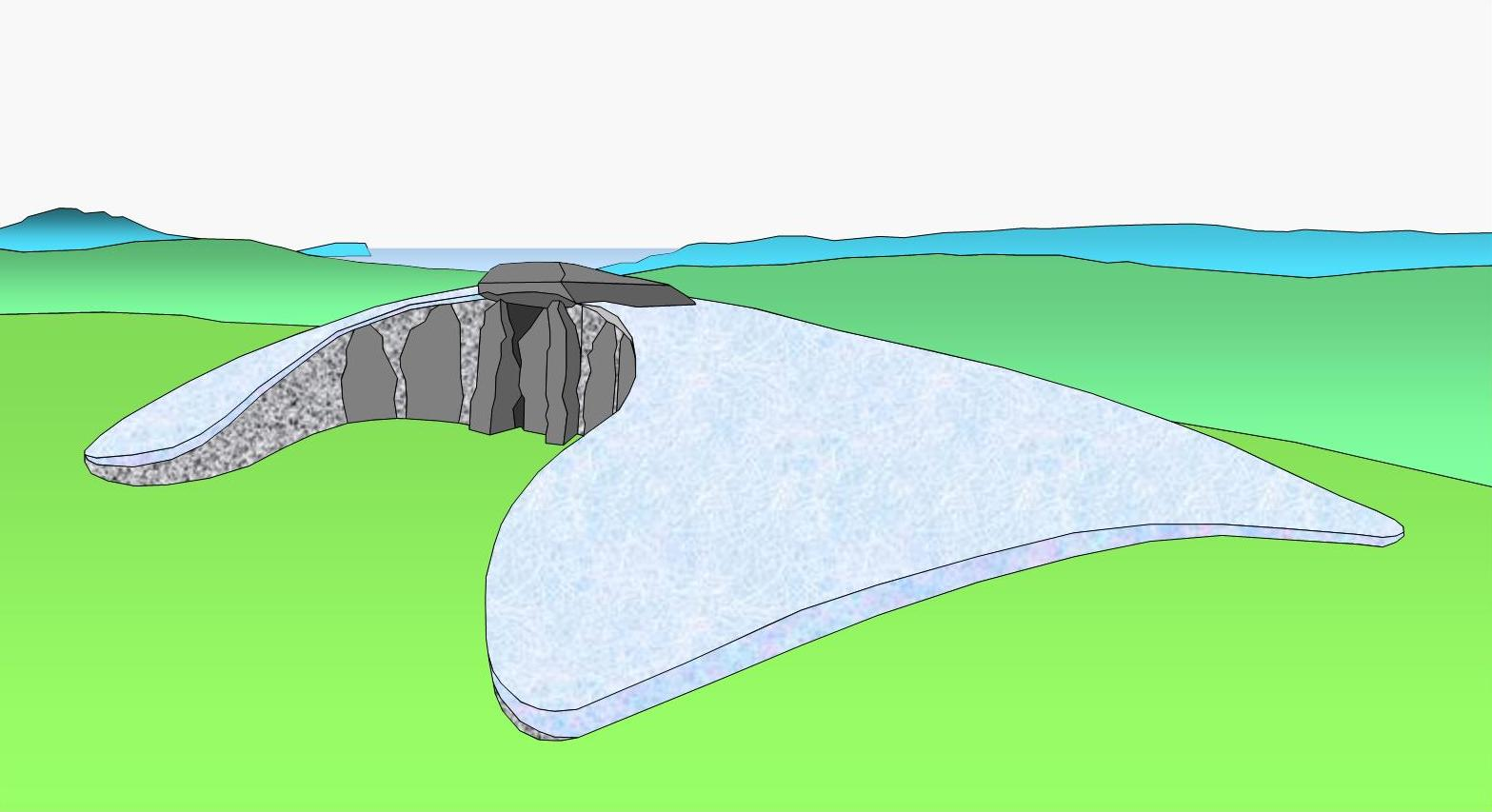
Schema Cotswold Severn Tomb

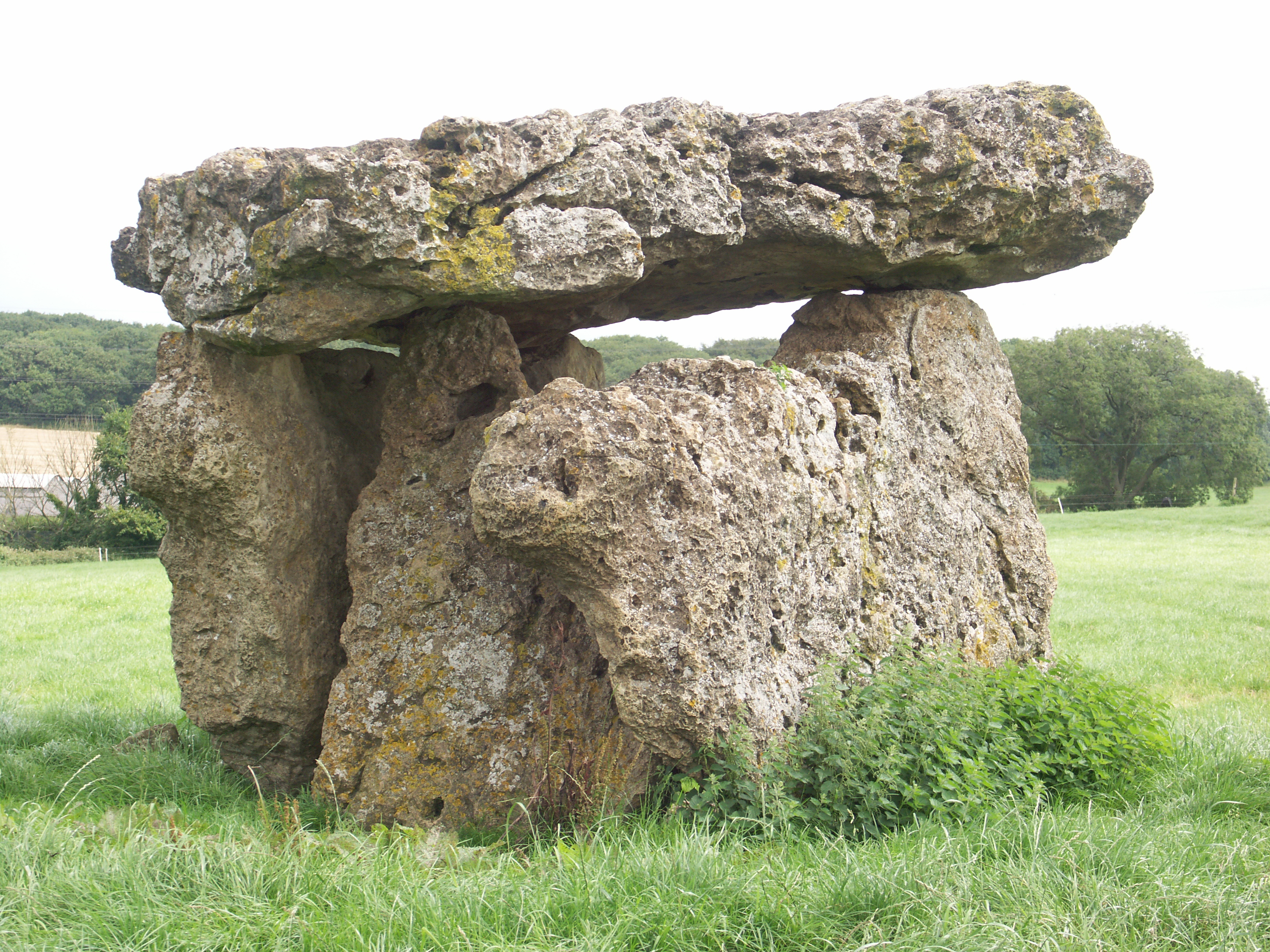
St Lythans

St Lythans (walisisch Siambr Gladdu Llwyneliddon),  lokal auch als Maesyfelin, Maes-Y-Felin, Saint Lythan’s oder Gwal-y-filiast – (deutsch Zwinger der Windhund Hündin) bekannt, ist der megalithische Teil einer Cotswold-Severn-Kammer in einem Long Barrow, der in der Mitte der Jungsteinzeit (etwa 4000 v. Chr.), im Weiler St Nicolas im Tal von Glamorgan im Süden von Wales errichtet wurde und fälschlich als Dolmen bezeichnet wird.
St Lythans wurde ursprünglich von einem Steinhügel, ähnlich wie er beim Cotswold Severn Tomb von Tinkinswood gefunden wurde, bedeckt (Reste sind unter der Grasnarbe erhalten). Der Hügel war etwa 24 m lang und 11 m breit. Die Kammer, die am östlichen Ende lag, besteht nur mehr aus drei Tragsteinen und einem Deckstein mit einem Gewicht von etwa 35 Tonnen. Der Dolmen wurde vor 1875 von dem Antiquar F. C. Lukis (1788–1871) untersucht und 2011 ausgegraben.
Es wurden Hinweise auf eine Fassade aus Trockenmauerwerk im Bereich der Exedra  entdeckt. Der Long Barrow bestand aus lokalem Kalkstein. Die Kleinfunde bestanden aus jungsteinzeitlicher Keramik, Feuerstein und Knochen.